# Jezus ben Gamaliël
Jezus ben Gamaliël was hogepriester in de Joodse tempel in Jeruzalem van 63 tot 64 na Chr. Hij was door zijn huwelijk verbonden met het huis van Boëthus, in die tijd een belangrijke familie binnen de Joodse aristocratie.

## Hogepriesterschap
Het hogepriesterschap van Jezus ben Gamaliël begon met een hevig conflict, omdat zijn voorganger Jezus ben Damneüs de door Herodes Agrippa II gelaste ambtswisseling niet accepteerde. Jezus ben Gamaliël bleef echter Agrippa's steun houden en behield ondanks de protesten van zijn voorganger het hogepriesterschap. In de periode dat Jezus ben Gamaliël hogepriester was, werd de door Herodes de Grote ingezette herbouw en restauratie van de tempel voltooid.
Volgens de Talmoed maakte Jezus zich tijdens zijn hogepriesterschap sterk voor onderwijs aan kinderen vanuit de Thora. Ook zou hij de houten of stenen Urim en Tummim, waarmee de hogepriester het lot wierp, hebben vervangen door gouden exemplaren.
De politiek steeds onrustiger situatie in Jeruzalem en Judea leidde ertoe dat Jezus ben Gamaliël reeds na korte tijd werd vervangen. Hij werd opgevolgd door Matthias ben Theophilus II, de laatste hogepriester vóór het uitbreken van de Joodse Opstand (66-70).

## Levenseinde en dood
Tijdens de Joodse Opstand ageerde Jezus samen met Ananus ben Ananus, die eerder hogepriester was geweest, tegen de benoeming door de Zeloten van Phannias ben Samuël als hogepriester. Hij steunde Ananus die met hulp van een legertje de tempel wilde heroveren op de Zeloten. In de strijd die volgde, kregen de Zeloten echter steun van troepen uit Idumea, waardoor de hogepriesters het onderspit dolven. Ananus, Jezus en enkele andere oud-hogepriesters werden opgepakt en geëxecuteerd.